# ولسوالی لجه احمدخیل
لجه احمدخیل یکی از ولسوالی‌های ولایت پکتیا در خاور افغانستان است. جمعیت آن در سال ۲۰۰۶ میلادی، ۲۵۳۳۱ نفر اعلام شده‌است.

## منبع‌ها
1. ↑  «برآورد نفوس ۱۳۹۸» (PDF). اداره ملی احصائیه و معلومات. مرداد ۱۴۰۰. بایگانی‌شده از اصلی (PDF) در ۹ ژوئن ۲۰۲۰.